# Йован Міятович
Йован Міятович (серб. Јован Мијатовић, нар. 11 липня 2005, Белград, Сербія) — сербський футболіст, вінгер клубу «Ауд-Геверле Левен».

## Ігрова кар'єра

### Клубна
Йован Міятович народився у Белграді і є вихованцем місцевого клубу «Црвена Звезда». Починав виступати у молодіжній команді клубу. У 2021 році через важку травму коліна пропустив значну частину сезону. Літо 2022 року футболіст провів в оренді у клубі Першої ліги — столичному «Графичар».
У вересні Міятович повернувся до «Црвени Звезди» і у жовтні дебютував у першій команді у матчі Ліги Європи. А 30 жовтня зіграв першу гру в сербській Суперлізі.
На початку 2024 року футбольний клуб «Нью-Йорк Сіті» оголосив про підписання Міятовича. Він підписав контракт до кінця 2028 року з можливістю продовження ще на 12 місяців.
В січні 2025 року приєднався до бельгійського клубу «Ауд-Геверле Левен» на правах оренди до 30 червня 2025 року.

### Збірна
З 2019 року Йован Міятович виступає у складі юнацьких збірних Сербії.

## Досягнення
- Чемпіон Сербії (1):

«Црвена Звезда»: 2022-23
- Володар Кубка Сербії (1):

«Црвена Звезда»: 2022-23